# Gouvernement Gédéon Ouimet
Québec
Gouvernement Pierre-Joseph-Olivier Chauveau Gouvernement Charles-Eugène Boucher de Boucherville
Le mandat du gouvernement de Gédéon Ouimet, devenu premier ministre du Québec à la suite de la démission de son prédécesseur Pierre-Joseph-Olivier Chauveau, s'étendit du 27 février 1873 au 21 septembre 1874.

## Caractéristiques
Le Parti conservateur, au pouvoir, est alors divisé en deux ailes : l'« école de Cartier », dans la même lignée que celle du Parti conservateur fédéral de John A. Macdonald, et l'aile ultramontaine, qui désire que l'action des politiciens soit soumise en tous points à la doctrine de l'Église. Ouimet appartient sans conteste à la première aile, qui admet l'intervention ponctuelle de l'État dans certains secteurs.
Le gouvernement Ouimet est le premier gouvernement québécois à négocier un emprunt d'envergure, soit 4 millions CAD. C'est une banque britannique qui autorise le prêt.

## Chronologie
- 27 février 1873: assermentation du cabinet Ouimet devant le lieutenant-gouverneur René-Édouard Caron.

- 20 novembre 1873: Ouimet annonce l'obtention d'une subvention aidant à créer une école de formation pour les ingénieurs. L'École polytechnique de Montréal ouvre ses portes en janvier 1874.

- 21 juillet 1874: le scandale des Tanneries éclate. Le gouvernement a échangé le terrain des Tanneries, en banlieue de Montréal, contre un lot de terres, la Ferme Leduc, jugé de bien moindre valeur. Le ministre Archambeault est soupçonné d'avoir accepté un pot-de-vin car, peu après l'échange, la banque Jacques-Cartier a reçu un dépôt de 65 000 $ à son crédit.

- 27 juillet 1874: le procureur George Irvine démissionne, blâmant l'échange des Tanneries.

- 5 août 1874: le président du Conseil législatif, John Jones Ross, démissionne à son tour, déplorant lui aussi la transaction.

- 7 septembre 1874: J. G. Robertson annonce lui aussi sa démission, entraînant celle de tout le gouvernement.

## Composition
| Rôle                                                | Titulaire               |
| --------------------------------------------------- | ----------------------- |
| Premier ministre                                    | Gédéon Ouimet           |
| Secrétaire provincial                               | Gédéon Ouimet           |
| Ministre de l'Instruction publique                  | Gédéon Ouimet           |
| Trésorier provincial                                | Joseph Gibb Robertson   |
| Solliciteur général                                 | Joseph-Adolphe Chapleau |
| Procureur général                                   | George Irvine           |
| Commissaire de l'Agriculture et des Travaux publics | Louis Archambeault      |
| Commissaire des Terres de la Couronne               | Pierre Fortin           |